# Fabio Scozzoli
Fabio Scozzoli (Lugo, 3 de agosto de 1988) es un deportista italiano que compite en natación, especialista en el estilo braza.
Ganó dos medallas de plata en el Campeonato Mundial de Natación de 2011 y cuatro medallas en el Campeonato Mundial de Natación en Piscina Corta entre los años 2010 y 2016.
Además, obtuvo siete medallas en el Campeonato Europeo de Natación entre los años 2010 y 2018, y quince medallas en el Campeonato Europeo de Natación en Piscina Corta entre los años 2010 y 2019.
Participó en los Juegos Olímpicos de Londres 2012, ocupando el séptimo lugar en la prueba de 100 m braza.

## Palmarés internacional
| Campeonato Mundial                  | Campeonato Mundial       | Campeonato Mundial | Campeonato Mundial      |
| Año                                 | Lugar                    | Medalla            | Prueba                  |
| ----------------------------------- | ------------------------ | ------------------ | ----------------------- |
| 2011                                | Shanghái (China)         | Medalla de plata   | 100 m braza             |
| 2011                                | Shanghái (China)         | Medalla de plata   | 200 m braza             |
| Campeonato Mundial en Piscina Corta |                          |                    |                         |
| Año                                 | Lugar                    | Medalla            | Prueba                  |
| 2010                                | Dubái (EAU)              | Medalla de plata   | 100 m braza             |
| 2012                                | Estambul (Turquía)       | Medalla de oro     | 100 m braza             |
| 2014                                | Doha (Catar)             | Medalla de bronce  | 4 × 50 m estilos mixto  |
| 2016                                | Windsor (Canadá)         | Medalla de bronce  | 100 m braza             |
| Campeonato Europeo                  |                          |                    |                         |
| Año                                 | Lugar                    | Medalla            | Prueba                  |
| 2010                                | Budapest (Hungría)       | Medalla de oro     | 50 m braza              |
| 2010                                | Budapest (Hungría)       | Medalla de bronce  | 100 m braza             |
| 2012                                | Debrecen (Hungría)       | Medalla de oro     | 50 m braza              |
| 2012                                | Debrecen (Hungría)       | Medalla de oro     | 4 × 100 m estilos       |
| 2012                                | Debrecen (Hungría)       | Medalla de plata   | 50 m braza              |
| 2018                                | Glasgow (Reino Unido)    | Medalla de plata   | 50 m braza              |
| 2018                                | Glasgow (Reino Unido)    | Medalla de bronce  | 4 × 100 m estilos mixto |
| Campeonato Europeo en Piscina Corta |                          |                    |                         |
| Año                                 | Lugar                    | Medalla            | Prueba                  |
| 2010                                | Eindhoven (Países Bajos) | Medalla de oro     | 100 m braza             |
| 2010                                | Eindhoven (Países Bajos) | Medalla de plata   | 4 × 50 m estilos        |
| 2010                                | Eindhoven (Países Bajos) | Medalla de bronce  | 50 m braza              |
| 2011                                | Szczecin (Polonia)       | Medalla de oro     | 50 m braza              |
| 2011                                | Szczecin (Polonia)       | Medalla de oro     | 4 × 50 m estilos        |
| 2011                                | Szczecin (Polonia)       | Medalla de bronce  | 100 m braza             |
| 2012                                | Chartres (Francia)       | Medalla de oro     | 50 m braza              |
| 2012                                | Chartres (Francia)       | Medalla de oro     | 100 m braza             |
| 2015                                | Netanya (Israel)         | Medalla de oro     | 4 × 50 m estilos        |
| 2015                                | Netanya (Israel)         | Medalla de oro     | 4 × 50 m estilos mixto  |
| 2017                                | Copenhague (Dinamarca)   | Medalla de oro     | 50 m braza              |
| 2017                                | Copenhague (Dinamarca)   | Medalla de plata   | 100 m braza             |
| 2017                                | Copenhague (Dinamarca)   | Medalla de plata   | 4 × 50 m estilos        |
| 2019                                | Glasgow (Reino Unido)    | Medalla de bronce  | 50 m braza              |
| 2019                                | Glasgow (Reino Unido)    | Medalla de bronce  | 100 m braza             |